# شيب آن ديل ريسكو رينجرز
شيب آن ديل ريسكو رينجرز (باليابانية: チップとデールの大作戦) (بالإنجليزية: Chip 'n Dale Rescue Rangers)‏ ، هي لعبة فيديو إلكترونية من نوع لعبة منصات، أنتجها شركة كابكوم بالترخيص من شركة والت ديزني عام 1990م.

## وصلات خارجية
- NES Player Shrine
- Chip 'n Dale Rescue Rangers على موقع غيم فاكس
- Chip 'n Dale Rescue Rangers at موبي جيمز

لم يتم العثور على روابط لمواقع التواصل الاجتماعي.